# چ

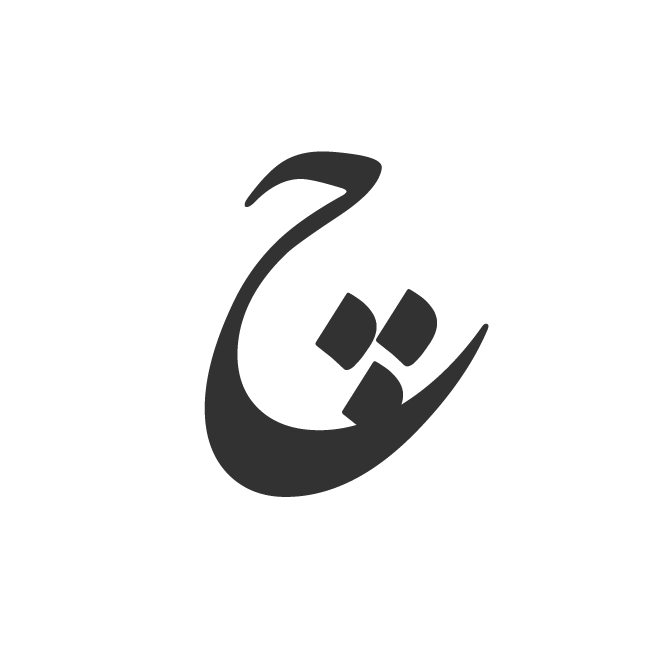
حرف چ

چ، حرف هفتم در الفبای فارسی است. این حرف در الفبای عربی، وجود ندارد.
- در الفبای ایرانیک: ч[۱]

| الفبای فارسی |    |   |    |   |   |
| الف          | ب  | پ | ت  | ث | ج |
| چ            | ‌ ح | خ | د  | ذ | ر |
| ز            | ‌ ژ | س | ‌ ش | ص | ض |
| ط            | ظ  | ع | غ  | ف | ق |
| ک            | گ  | ل | م  | ن | و |
| ه            | ی  |   |    |   |   |
| حروف دیگر    |    |   |    |   |   |
| ء            | آ  | اً | هٔ  | ة |   |

| شكل حرف | شكل حرف | شكل حرف | شكل حرف | شكل حرف |
| جدا     | آغازی   | میانی   | پایانی  |         |
| چ       | چ‍       | ‍چ‍        | ‍چ        |         |
| ------- | ------- | ------- | ------- | ------- |

چ یکی از همخوان‌ها (صامتها) است و هفتمین حرف از الفبای فارسی، هشتمین حرف از الفبای اردو و چهارمین حرف الفبای ترکی است. این حرف در الفبای عربی وجود ندارد.
در فارسی در قدیم آن را جیم مَعْقود و جیم فارسی نیز نامیده‌اند.
ارزش عددی آن را در حساب جمل، مانند «ج»، سه در نظر می‌گیرند
از لحاظ آواشناسی، «چ» صامتی شُشی، برون‌سو، سخت، بی‌واک، دمیده، انفجاری ـ سایشی و لثوی ـ کامی است.در کتاب فرهنگ واژه‌های اوستا این حرف یعنی چ جزو واژه‌های اوستای است. [۳]

## کلمات دارای حرف چ
چوب، چاپ، چرک، چک، چانه، چیز، چیت، چیره، چتر، چرا، چون، چفیه، چهار، چادر، چماق، پرچم، پوچ، چپ، بچه، ساچمه، داچ، پارچ، آچمز، ار، چهارچوب، چشم، چسب، چرخ، چِت و موارد دیگر.